# Sensorama

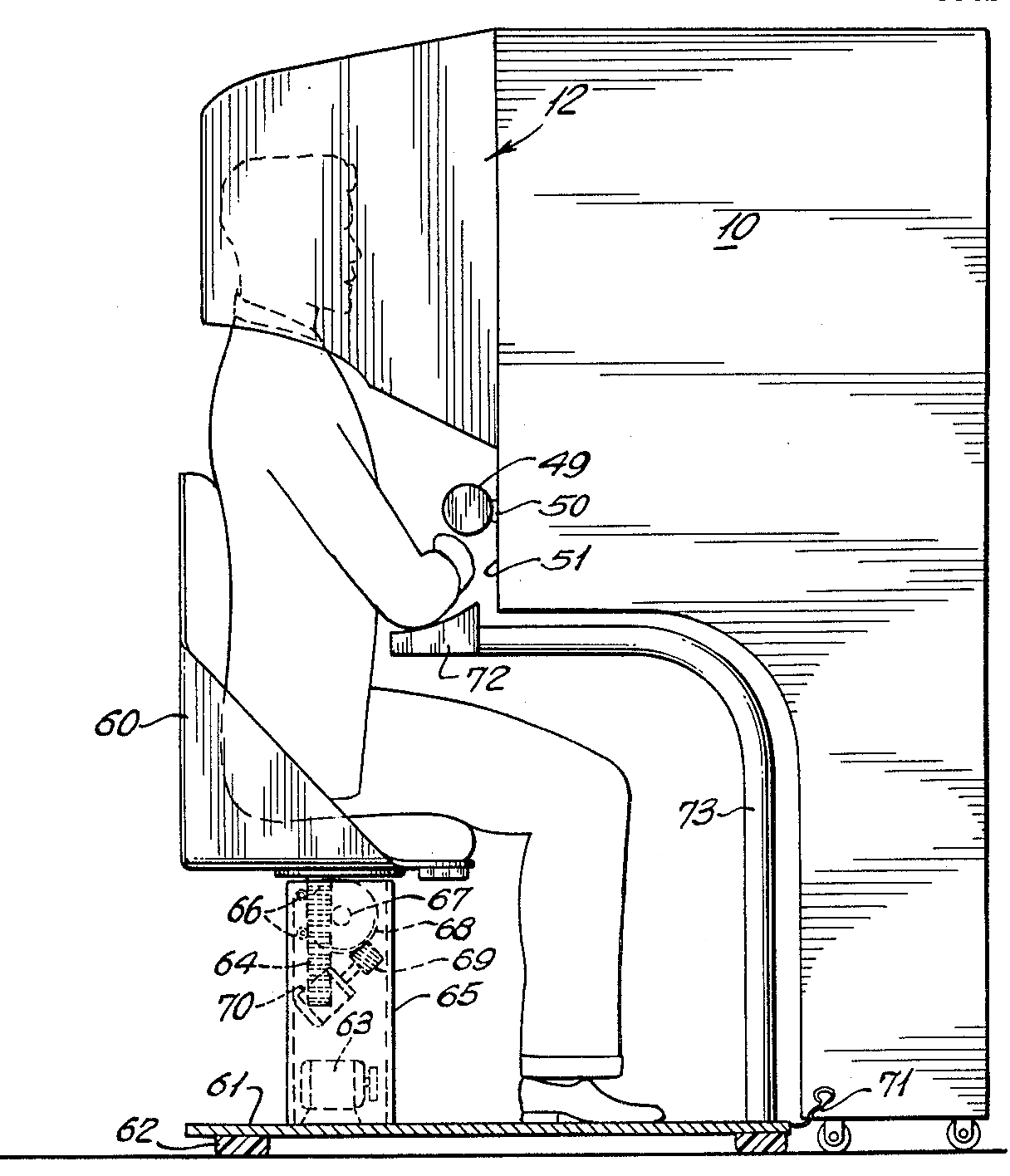
El sensorama, por la patente de EE. UU. # 3050870

El Sensorama es una máquina creada por el cinematógrafo Morton Heilig en 1957. Fue el primer simulador de realidad virtual.

## Características
El Sensorama tenía el aspecto de una máquina recreativa, aunque con un visor que sobresale y en el que se introduce la cabeza para obtener la experiencia inmersiva. El visor utilizaba una pantalla estereoscópica a color en la que se reproducían imágenes tridimensionales. De este modo conseguía la máquina dar al usuario la sensación de estar dentro de una película.
El Sensorama ofrecía una experiencia cinematográfica multisensorial e inmersiva. Permitía sentir la experiencia de conducir una moto. Además de contar con imágenes, permitía sentir el viento en la cara y el olor del entorno por el que la moto pasaba.